# Helene Rothländer
Helene Rothländer (* 23. Dezember 1890 in Köln; † 1. Juli 1976 in Koblenz) war eine deutsche Lehrerin und Politikerin (Zentrum, CDU).

## Leben
Helene Rothländer besuchte die Koblenzer Lehrerinnenbildungsanstalt. Nachdem sie die Lehrerinnenprüfung bestanden hatte, arbeitete sie von 1905 bis 1910 als Lehrerin in Herdorf und war danach in gleicher Funktion an einer Volksschule in Koblenz tätig. Daneben engagierte sie sich in der kirchlichen Frauenarbeit und wurde 1925 Vorsitzende des Koblenzer Vereins katholischer deutscher Lehrerinnen. Sie trat in die Zentrumspartei ein, war von 1924 bis 1933 Stadtverordnete in Koblenz und von 1932 bis 1933 Abgeordnete des Preußischen Landtages.
Im November 1933 wurde Rothländer wegen „politischer Unzuverlässigkeit“ aus dem Schuldienst entlassen. Sie übernahm von 1938 bis 1939 die Leitung eines Kurheims des Katholischen Lehrerinnenverbandes in Bad Pyrmont und wirkte danach als Ausbilderin für katholische Frauen. Nach dem Attentat vom 20. Juli 1944 wurde sie im Zuge der „Aktion Gitter“ von August bis Oktober des gleichen Jahres inhaftiert.
Rothländer war seit 1945 als Rektorin an der Schenkendorf-Schule in Koblenz tätig. Sie wechselte 1946 als Regierungsrätin ins Koblenzer Oberpräsidium, wurde 1947 Oberregierungsrätin bei der Präsidialregierung von Rheinland-Hessen-Nassau und arbeitete bis zu ihrem Eintritt in den Ruhestand 1955 als Regierungsdirektorin im Kultusministerium des Landes Rheinland-Pfalz. Dort war sie für das Volksschulwesen zuständig. Als Mitbegründerin der CDP, einer Vorläuferpartei der CDU, gehörte sie von 1946 bis 1947 der Beratenden Landesversammlung an und war danach bis 1951 Abgeordnete des Rheinland-Pfälzischen Landtages. Außerdem war sie seit 1946 Mitglied des Koblenzer Stadtrates.

## Ehrungen
- Pro Ecclesia et Pontifice
- Großes Bundesverdienstkreuz